# Guillaume Duprat
Pour l'auteur et illustrateur français, voir Guillaume Duprat (auteur et illustrateur). Pour le philosophe et sociologue français, voir Guillaume-Léonce Duprat.
Pour les articles homonymes, voir Du Prat.
Guillaume Duprat, né en 1507 à Issoire (actuel Puy-de-Dôme) et mort le 22 octobre 1560 à Beauregard-l'Évêque (Puy-de-Dôme), est un homme d'Église catholique français, évêque de Clermont (aujourd'hui Clermont-Ferrand) de 1530 à sa mort. Partisan de réformes dans l'Église catholique, à une époque où celle-ci est confrontée à la Réforme protestante, il participe au concile de Trente (commencé en 1545) et soutient l'action de la compagnie de Jésus fondée en 1540 par Ignace de Loyola.
Il est connu notamment pour être à l'origine de la fondation du collège de Clermont à Paris, à l'origine établissement scolaire jésuite, aujourd'hui lycée Louis-le-Grand. Il a aussi séjourné à Palma de Majorque en 1532 et assisté à la rénovation de la cathédrale de cette ville.[réf. nécessaire]

## Biographie

### Origines familiales et formation
Fils d'Antoine Duprat, chancelier de France et lui-même évêque, il est aussi le neveu de l'évêque de Mende, Claude Duprat, et de son prédécesseur comme évêque de Clermont, Thomas Duprat.

### Carrière religieuse
Il est abbé commendataire de l'abbaye de Mozac de 1529 à sa mort. 
Élu à 23 ans (en 1530) évêque de Clermont, Duprat fait preuve d'esprit réformateur, mais en restant attaché au catholicisme, confronté depuis 1517 aux progrès de la Réforme protestante, d'abord dans le Saint-Empire (Martin Luther, 1517), puis en France et en Angleterre à partir de la fin des années 1520. 
Évêque de la ville, il fonde l'hôpital de l'Hôtel-Dieu de Clermont[Quand ?].

### Participation au concile de Trente
La convocation en 1542 du concile de Trente par le pape Paul III le réjouit : il s'agit en effet de réformer l'Église catholique afin de mieux combattre le protestantisme. Duprat y participe activement. Intellectuellement doué, porté vers la théologie et les langues orientales[réf. nécessaire], de surcroît éloquent, il fait une forte impression[réf. nécessaire]. Son « honnêteté de vie » le fait aussi remarquer. 
À Trente, il rencontre Claude Le Jay, l'un des cofondateurs de la Compagnie de Jésus aux côtés d'Ignace de Loyola. Devenu ami de Le Jay, il favorise l'entrée des jésuites en France. 

### Fondations d'établissements religieux
En 1550, il cède à la compagnie de Jésus l'usage de son hôtel à Paris, situé rue Saint-Jacques, face aux bâtiments de la Sorbonne, afin qu'ils y fondent un collège, les jésuites faisant de l'éducation des enfants (garçons) de l'élite sociale un élément fondamental dans la lutte contre les protestants. L'ouverture du « collège de Clermont » aura lieu en 1563, après la mort de l'évêque. 
Il soutient aussi la fondation d'un couvent des Minimes de Mirabeau à Beauregard-l'Évêque, d'un second collège jésuite à Billom (1556) et d'un autre à Mauriac en Auvergne.

### Mort et funérailles
Il meurt au château de Beauregard, résidence d'été des évêques de Clermont.